# Orso Maria Guerrini
Orso Maria Guerrini (Firenze, 25 ottobre 1942) è un attore e doppiatore italiano.

## Biografia
Divenne noto al grande pubblico nel 1970 quando fu scelto per interpretare il protagonista in E le stelle stanno a guardare dal regista Anton Giulio Majano. Ha recitato poi in decine di film per il cinema e per la televisione, tra cui spicca l’interpretazione di Murat nell’omonimo sceneggiato RAI del 1975.
Oltre a distinguersi come doppiatore, è considerato uno dei principali esponenti del teatro di prosa italiano, è la voce narrante del generale José Borjes nello spettacolo La storia bandita, che narra le vicende del brigante Carmine Crocco e che si tiene ogni anno a Brindisi Montagna, in provincia di Potenza.
Sposato con l'attrice Cristina Sebastianelli, È stato testimonial della birra Moretti dal 2001 al 2017, ruolo che ha ricoperto in seguito alla scomparsa del precedente testimonial, l'attore Marcello Tusco. Il personaggio interpretato negli spot Moretti è un uomo con vistosi baffi e un completo verde con cappello, simile al ritratto presente sulle bottiglie di birra commercializzate dall'azienda; nei primi spot, immediatamente successivi alla morte di Tusco, Guerrini fu affiancato da Enzo Iacchetti. A partire dal 2017 è stato sostituito nel ruolo del "Baffo" della birra Moretti dall'attore Pier Maria Cecchini. In prime nozze era stato sposato con Alessandra Carella, attrice. Un matrimonio durato pochi anni.

## Filmografia

### Cinema
- Due once di piombo (Il mio nome è Pecos), regia di Maurizio Lucidi (1966)
- Il mio corpo per un poker, regia di Piero Cristofani e Lina Wertmüller (1968)
- Eat It, regia di Francesco Casaretti (1968)
- Roma come Chicago, regia di Alberto De Martino (1968)
- Corri uomo corri, regia di Sergio Sollima (1968)
- Barbagia (La società del malessere), regia di Carlo Lizzani (1969)
- Il conformista, regia di Bernardo Bertolucci (1970)
- Waterloo, regia di Sergey Bondarchuk (1970)
- Rosolino Paternò, soldato..., regia di Nanni Loy (1970)
- Cuori solitari, regia di Franco Giraldi (1970)
- Sledge (A Man Called Sledge), regia di Vic Morrow (1970)
- Girolimoni, il mostro di Roma, regia di Damiano Damiani (1972)
- Jack London - La mia grande avventura, regia di Angelo D'Alessandro (1973)
- Il bacio di una morta, regia di Carlo Infascelli (1974)
- Laure, regia di Louis-Jacques Rollet-Andriane e Roberto D'Ettore Piazzoli - non accreditati (1975)
- Roma a mano armata, regia di Umberto Lenzi (1976)
- Nina (A Matter of Time), regia di Vincente Minnelli (1976)
- Keoma, regia di Enzo G. Castellari (1976)
- Il grande racket, regia di Enzo G. Castellari (1976)
- Desideria: la vita interiore, regia di Gianni Barcelloni Corte (1980)
- La gatta da pelare, regia di Pippo Franco (1981)
- Bosco d'amore, regia di Alberto Bevilacqua (1981)
- Aeroporto internazionale (1987)
- 18 anni tra una settimana, regia di Luigi Perelli (1991)
- L'Atlantide, regia di Bob Swaim (1992)
- Il burattinaio, regia di Ninì Grassia (1994)
- Vendetta, regia di Mikael Håfström (1995)
- L'Ombre du pharaon, regia di Souheil Ben-Barka  (1996)
- Memsaab, regia di Gabriele Tanferna (1996)
- Double Team - Gioco di squadra (Double Team), regia di Hark Tsui (1998)
- The Eighteenth Angel, regia di William Bindley (1998)
- Annaré, regia di Ninì Grassia (1998)
- Alex l'ariete, regia di Damiano Damiani (2000)
- Un giudice di rispetto, regia di Walter Toschi (2000)
- Lo strano caso del signor Kappa, regia di Fabrizio Lori (2001)
- The Bourne Identity, regia di Doug Liman (2002)
- Lichnyy nomer, regia di Evgenij Lavrentëv (2004)
- Trappola d'autore, regia di Franco Salvia (2009)
- La meravigliosa avventura di Antonio Franconi, regia di Luca Verdone (2011)
- Lacrime di San Lorenzo, regia di Giampiero Caira (2015)
- Tiramisù, regia di Fabio De Luigi (2016)
- Il crimine non va in pensione, regia di Fabio Fulco (2017)
- Il peccato - Il furore di Michelangelo (Sin), regia di Andrej Končalovskij (2019)
- Piove, regia di Paolo Strippoli (2022)
- Holy shoes, regia di Luigi Di Capua (2023)

### Televisione
- I fratelli Karamazov, regia di Sandro Bolchi – miniserie TV (1969)
- Jekyll, regia di Giorgio Albertazzi – miniserie TV (1969)
- E le stelle stanno a guardare, regia di Anton Giulio Majano – miniserie TV (1971)
- Ipotesi sulla scomparsa di un fisico atomico, regia di Leandro Castellani – film TV (1972)
- L'assassinio dei fratelli Rosselli, regia di Silvio Maestranzi – miniserie TV (1974)
- Il giovane Garibaldi, regia di Franco Rossi – miniserie TV (1974)
- Murat, regia di Silverio Blasi – miniserie TV (1975)
- L'uomo dei venti, regia di Carlo Tuzii – film TV (1975)
- L'amico delle donne, regia di Davide Montemurri – film TV (1975)
- Spazio 1999 (Space: 1999) – serie TV, episodio 1x24 (1976)
- Il fauno di marmo, regia di Silverio Blasi – miniserie TV (1977)
- La gatta, regia di Leandro Castellani – miniserie TV (1978)
- Delitto retrospettivo, regia di Silverio Blasi – miniserie TV (1980)
- Illa: Punto d'osservazione, regia di Daniele D'Anza – miniserie TV (1981)
- Inverno al mare, regia di Silverio Blasi – miniserie TV (1982)
- L'amante dell'Orsa Maggiore, regia di Anton Giulio Majano – miniserie TV (1983)
- Il boss, regia di Silverio Blasi – miniserie TV (1986)
- Un siciliano in Sicilia, regia di Pino Passalacqua – film TV (1987)
- La piovra 5 - Il cuore del problema, regia di Luigi Perelli – miniserie TV (1990)
- Nero come il cuore, regia di Maurizio Ponzi – film TV (1991)
- Edera – serie TV (1992)
- La piovra 6 - L'ultimo segreto, regia di Luigi Perelli – miniserie TV (1992)
- Il coraggio di Anna, regia di Giorgio Capitani – miniserie TV (1992)
- I ragazzi del muretto – serie TV, 4 episodi (1991-1993)
- Episodio Delitti imperfetti di Tre passi nel delitto, regia di Fabrizio Laurenti – miniserie TV (1993)
- Abramo (Abraham), regia di Joseph Sargent – miniserie TV (1994)
- Morte di una strega, regia di Cinzia TH Torrini – miniserie TV (1995)
- Slave of Dreams, regia di Robert M. Young – film TV (1995)
- Una donna in fuga, regia di Roberto Rocco – miniserie TV (1996)
- Il maresciallo Rocca – serie TV, episodio 1x07 (1996)
- Dans un grand vent de fleurs, regia di Gérard Vergez – miniserie TV (1996)
- A rischio d'amore, regia di Vittorio Nevano – film TV (1996)
- Ladri si nasce, regia di Pier Francesco Pingitore – film TV (1997)
- Deserto di fuoco, regia di Enzo G. Castellari – miniserie TV (1997)
- Incantesimo – serial TV (1998)
- Lui e lei – serie TV (1998)
- Der Kapitän – serie TV, episodio 2x02 (2000)
- Sospetti – serie TV (2000)
- Gioco a incastro, regia di Enzo G. Castellari – film TV (2000)
- Antonia - Tra amore e potere (Antonia - Zwischen Liebe und Macht) – serie TV (2001)
- Stiamo bene insieme – serie TV (2002)
- Das Geheimnis des Lebens, regia di Miguel Alexandre – film TV (2002)
- Maria Goretti, regia di Giulio Base – film TV (2003)
- Un caso di coscienza – serie TV (2003)
- Amanti e segreti – serie TV (2004-2005)
- Callas e Onassis, regia di Giorgio Capitani – miniserie TV (2005)
- Carabinieri – serie TV, 4ª stagione (2005)
- Taglia & cuci – serie TV (2008)
- La ragazza americana – miniserie TV (2011)
- Rex – serie TV, episodio 4x10 (2013)
- Il giorno della civetta, regia di Felice Cappa – film TV (2014)
- Il tredicesimo apostolo – serie TV, episodio 2x10 (2014)
- Rodolfo Valentino - La leggenda, regia di Alessio Inturri e Luigi Parisi – miniserie TV (2014)

Radio
• Voi ed Io, programma d'intrattenimento radiofonico del mattino sul Programma Nazionale Radiorai tutti i giorni dal lunedì al sabato dalle 9 alle 11,30 per un mese intero nell'aprile 1974.

## Doppiaggio
- Tommy Chong in Cheech e Chong sempre più fumati
- Avery Brooks in Spenser
- Bruce Purchase in Enrico IV, parte I, Enrico IV, parte II
- Michael Poole in Enrico VIII
- Rick Dicker ne Gli Incredibili 2